# 謝膺白
謝膺白（1892年—1957年11月），又名嬰白，廣東省博羅縣人，黃埔軍校二期畢業、早稻田大學政治經濟系畢業。

## 生平
早年赴日就讀早稻田大學政治經濟系，回國後在陳炯明部任漳州憲兵隊副官。後畢業於黃埔二期，參加东征、北伐。1927年7月任第二方面軍參謀長兼任團長。1937年4月授少將銜。1943年1月任軍事參議院參議。1946年7月晉升中將參謀，並任廣東省政府高級參議、顧問。1943年3月5日任江西省政府委員兼秘書長。1949年被共軍俘虜，關押於武漢戰犯管理所。1951年11月死於獄中。

### 腳註
1. ↑  . 亞太政治哲學文化出版有限公司. 2017. ISBN 9789869373937.

### 書籍
- 《文史资料存稿选编:军事机构》-第438頁
- 回顧錄-第1篇